# Ariosoma multivertebratum
Ariosoma multivertebratum är en fiskart som beskrevs av Emma S. Karmovskaya 2004. Ariosoma multivertebratum ingår i släktet Ariosoma och familjen havsålar. Inga underarter finns listade i Catalogue of Life.